# Brock Nelson
Pour les articles homonymes, voir Nelson.
Brock Christian Nelson (né le 15 octobre 1991 à Minneapolis au Minnesota) est un joueur professionnel américain de hockey sur glace. Il évolue actuellement à la position de centre avec l'Avalanche du Colorado dans la LNH.

## Biographie

### Carrière en club
Il est le deuxième choix des Islanders de New York au premier tour, après le Suisse Nino Niederreiter, 30e au total au repêchage d'entrée dans la LNH 2010. Il joua deux saisons dans la NCAA avec les Fighting Sioux du Dakota du Nord avant de faire le saut chez les pros.
Le 4 octobre 2013, il fit ses débuts dans la LNH en saison régulière. 4 jours plus tard, le 8 octobre 2013, il inscrivit son premier point en carrière dans la LNH sur un but de Peter Regin. Le 22 octobre 2013, le natif de Minneapolis marqua son premier but dans la LNH en première période contre le gardien Roberto Luongo des Canucks de Vancouver.
Le 15 avril 2015, Brock marqua son premier but en séries éliminatoires face au Capitals de Washington, lors de la première ronde.
Le 12 janvier 2016, Nelson inscrit son premier tour du chapeau en carrière face au Blue Jackets de Columbus dans une victoire de 5-2. Il marqua son premier en première période, son deuxième en deuxième période et son troisième en troisième période.
Le 13 octobre 2018, il marqua son 100e but en carrière contre les Predators de Nashville, le 11e de sa cuvée[Quoi ?] à franchir ce plateau,.
Le 16 janvier 2018, le Minnésotain d'origine se bagarra pour la première fois de sa carrière contre Andy Greene des Devils du New Jersey.
Le 6 mars 2025, à sa dernière année de contrat, il est échangé à l'Avalanche du Colorado en compagnie de l'attaquant Québécois William Dufour. En retour, les Islanders reçoivent l'espoir Calum Ritchie, le défenseur Oliver Kylington, un choix de 1er tour en 2026 ou 2027 et un choix conditionnel de 3e tour en 2028. Dans cette transaction, New York retient la moitié du salaire de six millions de Brock Nelson.

### Carrière internationale
Il représente les États-Unis au niveau international. Il prend part aux sélections jeunes.

## Parenté dans le sport
Il est le neveu du joueur de hockey, Dave Christian.

## Statistiques

### En club
| Saison     | Équipe                           | Ligue      |     | Saison régulière | Saison régulière | Saison régulière | Saison régulière | Saison régulière |    | Séries éliminatoires | Séries éliminatoires | Séries éliminatoires | Séries éliminatoires | Séries éliminatoires |
| Saison     | Équipe                           | Ligue      | PJ  | B                | A                | Pts              | Pun              | PJ               | B  | A                    | Pts                  | Pun                  |                      |                      |
| 2009-2010  | Warroad High                     | USHS       | 25  | 39               | 34               | 73               | 38               | -                | -  | -                    | -                    | -                    |                      |                      |
| 2010-2011  | Fighting Sioux du Dakota du Nord | NCAA       | 42  | 8                | 13               | 21               | 27               | -                | -  | -                    | -                    | -                    |                      |                      |
| 2011-2012  | Fighting Sioux du Dakota du Nord | NCAA       | 42  | 28               | 19               | 47               | 4                | -                | -  | -                    | -                    | -                    |                      |                      |
| 2011-2012  | Sound Tigers de Bridgeport       | LAH        | 4   | 0                | 0                | 0                | 0                | 2                | 0  | 0                    | 0                    | 0                    |                      |                      |
| 2012-2013  | Sound Tigers de Bridgeport       | LAH        | 66  | 25               | 27               | 52               | 34               | -                | -  | -                    | -                    | -                    |                      |                      |
| 2012-2013  | Islanders de New York            | LNH        | -   | -                | -                | -                | -                | 1                | 0  | 0                    | 0                    | 0                    |                      |                      |
| 2013-2014  | Islanders de New York            | LNH        | 72  | 14               | 12               | 26               | 12               | -                | -  | -                    | -                    | -                    |                      |                      |
| 2013-2014  | Sound Tigers de Bridgeport       | LAH        | 1   | 1                | 0                | 1                | 2                | -                | -  | -                    | -                    | -                    |                      |                      |
| 2014-2015  | Islanders de New York            | LNH        | 82  | 20               | 22               | 42               | 24               | 6                | 2  | 0                    | 2                    | 2                    |                      |                      |
| 2015-2016  | Islanders de New York            | LNH        | 81  | 26               | 14               | 40               | 30               | 11               | 1  | 4                    | 5                    | 6                    |                      |                      |
| 2016-2017  | Islanders de New York            | LNH        | 81  | 20               | 25               | 45               | 36               | -                | -  | -                    | -                    | -                    |                      |                      |
| 2017-2018  | Islanders de New York            | LNH        | 82  | 19               | 16               | 35               | 43               | -                | -  | -                    | -                    | -                    |                      |                      |
| 2018-2019  | Islanders de New York            | LNH        | 82  | 25               | 28               | 53               | 28               | 8                | 4  | 0                    | 4                    | 2                    |                      |                      |
| 2019-2020  | Islanders de New York            | LNH        | 68  | 26               | 28               | 54               | 32               | 22               | 9  | 9                    | 18                   | 12                   |                      |                      |
| 2020-2021  | Islanders de New York            | LNH        | 56  | 18               | 15               | 33               | 14               | 19               | 7  | 5                    | 12                   | 4                    |                      |                      |
| 2021-2022  | Islanders de New York            | LNH        | 72  | 37               | 22               | 59               | 33               | -                | -  | -                    | -                    | -                    |                      |                      |
| 2022-2023  | Islanders de New York            | LNH        | 82  | 36               | 39               | 75               | 24               | 6                | 2  | 3                    | 5                    | 4                    |                      |                      |
| 2023-2024  | Islanders de New York            | LNH        | 82  | 34               | 35               | 69               | 28               | 5                | 2  | 2                    | 4                    | 10                   |                      |                      |
| 2024-2025  | Islanders de New York            | LNH        | 61  | 20               | 23               | 43               | 14               | -                | -  | -                    | -                    | -                    |                      |                      |
| Totaux LNH | Totaux LNH                       | Totaux LNH | 901 | 295              | 279              | 574              | 318              | 78               | 27 | 23                   | 50                   | 40                   |                      |                      |

### En équipe nationale
| Année | Équipe            | Compétition                 |    | PJ | B | A  | Pts | Pun                |  | Résultat |
| 2011  | États-Unis junior | Championnat du monde junior | 5  | 0  | 1 | 1  | 0   | Médaille de bronze |  |          |
| 2014  | États-Unis        | Championnat du monde        | 8  | 5  | 2 | 7  | 20  | 6e place           |  |          |
| 2015  | États-Unis        | Championnat du monde        | 10 | 6  | 4 | 10 | 8   | Médaille de bronze |  |          |
| 2016  | États-Unis        | Championnat du monde        | 6  | 1  | 3 | 4  | 2   | 4e place           |  |          |
| 2017  | États-Unis        | Championnat du monde        | 8  | 4  | 3 | 7  | 2   | 5e place           |  |          |
| 2024  | États-Unis        | Championnat du monde        | 8  | 3  | 4 | 7  | 4   | 5e place           |  |          |
| 2025  | États-Unis        | Confrontation des 4 nations | 4  | 0  | 0 | 0  | 0   | Finalistes         |  |          |

## Trophées et honneurs personnels

### Ligue nationale de hockey
- 2022-2023 : participe au 67e Match des étoiles
- 2023-2025 : participe à la Confrontation des 4 nations[9]